# Tshuapa-Lomami-Lualabaområdet

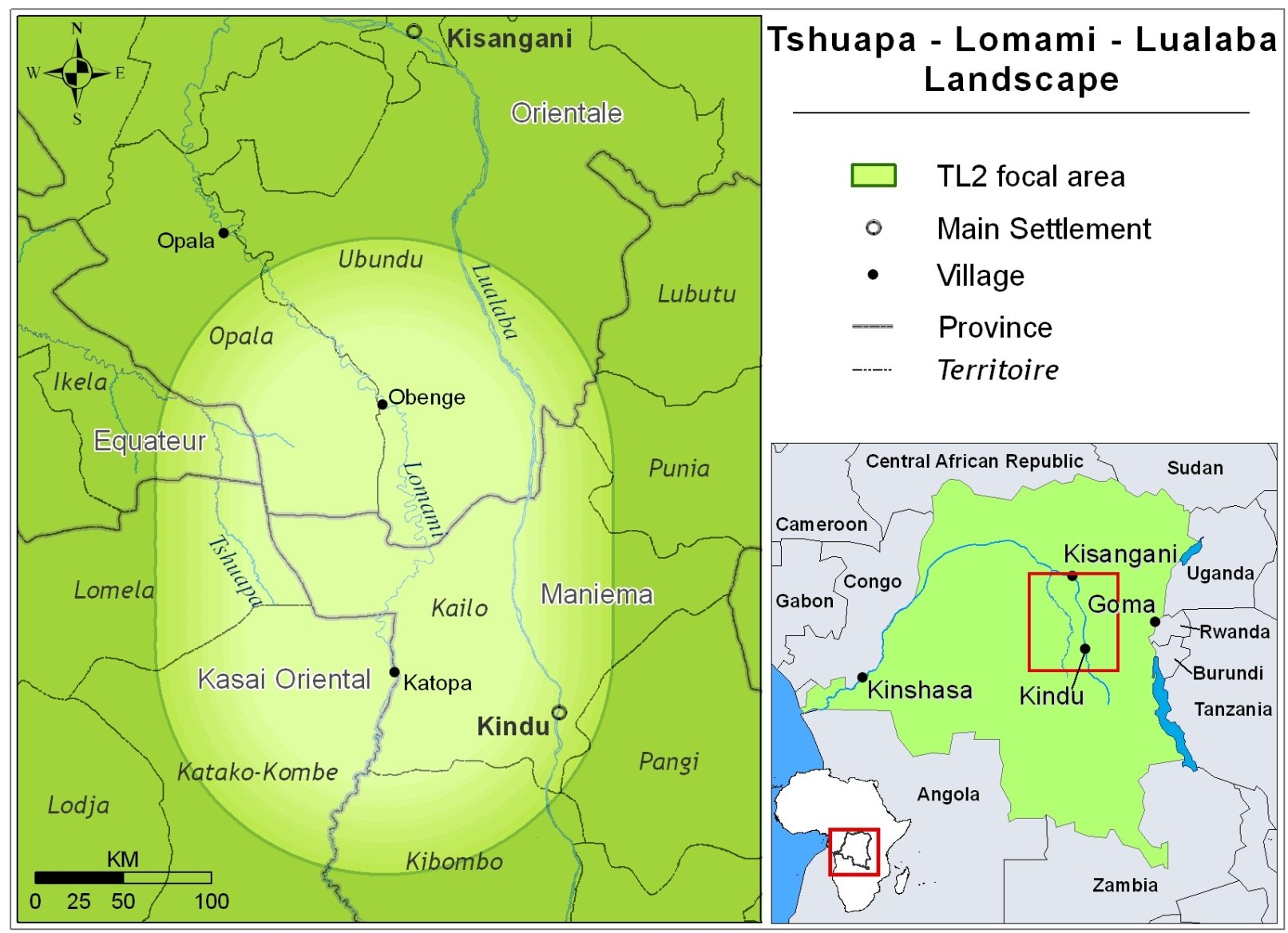
Karta över Tshuapa-Lomami-Lualabaområdet.

Tshuapa-Lomami-Lualabaområdet är ett regnskogsområde i centrala Kongo-Kinshasa.

## Geografi
Området har tre stora floder: Tshuapa i väster, Lomamifloden i centrum av området och Kongofloden (med det lokala namnet Lualaba) i öster. Det täcker 40.000 km² och är av de största områdena av orörd skog i Kongo-Kinshasa. Området är glesbefolkat.

## Fauna
De mest betydelsefulla populationerna av stora djurarter som bonobo och elefant finns i den centrala delen av området.
Skogarna i Lomami- och Lualabaflodernas bäcken utgör den östra delen av utbredningsområdet i Kongo-Kinshasa för bonobon. Bonoboer finns framför allt i den södra delen av området. 
Skogselefanter finns huvudsakligen i ett enda område på 5.000 km² i Tutuflodens, en biflod till Lomamifloden, bäcken. Utanför finns endast spridda och migrerande elefanter. Det bedöms (2009) att stammen av skogselefanter har en rimlig prognos att överleva i området, efter att ha blivit kraftigt decimerad under mer än ett årtionde av intensiv tjuvjakt i samband med inbördeskrig och hög tillgänglighet av militära handeldvapen.
Okapi förekommer, om än sällsynt, på ömse sidor av Lomamifloden.  
Flera arter och underarter av primater finns i området och bara där. Den nya markattearten lesula upptäcktes i regionen 2007, närmast besläktad med Hamlyns markatta.